# Bărbați care urăsc femeile
Bărbații care urăsc femeile (titlul original: Män som hatar kvinnor) este primul volum al trilogiei Millennium, scris de suedezul Stieg Larsson și publicat în 2005. Romanul a fost tradus în română și publicat în anul 2008 de Editura Trei. 

## Intrigă
În fiecare an, timp de treizeci și șase de ani, un bărbat a primit de ziua lui o floare uscată într-o ramă destul de mică, evident trimis anonim; toate erau atârnate pe un perete în biroul lui. Și, în fiecare an, telefonează imediat unui comisar pensionar pentru a confirma mesajul primit. Ce mesaj? De la cine? Pentru ce?
Mikael Blomkvist este un jurnalist de afaceri care scrie pentru revista Millennium, al cărei coproprietar este. Pentru că nu și-a justificat în mod serios informațiile în timpul unei investigații jurnalistice, a fost condamnat dur pentru defăimarea uneia dintre cele mai proeminente figuri din economia suedeză, multimilionarul Hans-Erik Wennerström. Lipsa lui de profesionalism în această chestiune rămâne neexplicată.
În timp ce este pe cale să se distanțeze de viața și profesia sa – și, de asemenea, să ispășească o pedeapsă cu închisoarea – una dintre figurile majore din istoria industriei suedeze îl contactează. Este vorba despre Henrik Vanger, care locuiește pe insula fictivă Hedebyön (învecinată cu orașul fictiv Hedestad), care îi încredințează o slujbă de cea mai mare importanță, scrierea unei biografii oficiale a istoriei puternicei familii Vanger. De fapt, adevărata misiune a lui Blomkvist se referă la o crimă nerezolvată de mai bine de treizeci și șase de ani, cea a nepoatei preferate a lui Henrik, Harriet Vanger, care a dispărut la vârsta de șaisprezece ani. Pentru a completa misterul și a stârni curiozitatea lui Blomkvist, Henrik este provocat în fiecare an de un expeditor anonim care îi trimite o floare într-o ramă. În plus, familia Vanger, formată din aproximativ șaizeci de persoane, pare să ascundă multe ură și secrete. Toate aceste elemente sunt atractive și Blomkvist acceptă propunerea lui Henrik Vanger, și pentru că acesta din urmă s-a angajat să-i încredințeze informații sensibile despre Wennerström, cu care răzbunarea va fi posibilă.
Lisbeth Salander este o tânără de douăzeci și patru de ani, destul de ciudată, complet ruptă de societatea în care trăiește, precum și de familia ei; a fost pusă sub tutelă. Dar Lisbeth are un dar excepțional, descoperind informații de neobținut, prin mijloace cunoscute doar de ea. De asemenea, lucrează independent pentru o companie activă în domeniul securității și este angajată ca asistent al lui Mikael în cadrul misiunii încredințate de H. Vanger.
În cele din urmă, cei doi descoperă că fratele lui Harriet, Martin, acum CEO al Vanger Industries, abuzează și ucide în mod sistematic femei de ani de zile. Mai mult, comportamentul a fost îndoctrinat în el de regretatul său tată, Gottfried, care i-a abuzat sexual și pe Martin și pe Harriet. Blomkvist încearcă să-l confrunte pe Martin, dar este capturat și dus într-o cameră de tortură ascunsă în casa lui Martin. De asemenea, el dezvăluie că nu este responsabil pentru dispariția și presupusa crimă a lui Harriet. Cu câteva momente înainte ca Martin să-l poată ucide pe Blomkvist, Lisbeth iese și atacă, salvându-l. În timp ce Lisbeth îl eliberează pe Blomkvist, Martin scapă doar ca să se sinucidă izbindu-și mașina într-un camion pe autostradă.
Blomkvist și Lisbeth își dau seama că Harriet nu a fost de fapt ucisă, ci a fugit pentru a scăpa de fratele ei sadic. Au urmărit-o până în Australia , unde conduce o fermă de creștere a oilor. Confruntată, ea confirmă relatarea lor despre caz, dar dezvăluie și că ea a fost de fapt responsabilă pentru presupusa moarte accidentală a tatălui ei. Ea se întoarce în Suedia unde se reîntâlnește fericită cu Vanger și începe să preia un rol principal în noua companie de familie fără lider.
Promisiunile lui Vanger privind dovezile referitoare la Wennerström se dovedesc a fi fost în mare parte o momeală pentru Blomkvist și nu sunt deosebit de substanțiale. Cu toate acestea, folosindu-și abilitățile de investigație, Lisbeth intră în computerul lui Wennerström și descoperă că crimele sale depășesc chiar și ceea ce Blomkvist a fost condamnat pentru calomnie pentru tipărire. Folosind dovezile pe care le-a găsit, Blomkvist tipărește un articol de expunere și o carte care îl distruge pe Wennerström și îl catapultează pe el și revista Millennium la proeminență națională.

## Legături cu realitatea
În roman, se face referire la câțiva oameni de afaceri suedezi care există efectiv: Erik Penser, Jan Stenbeck, Percy Barnevik, Ivar Kreuger și familia Wallenberg. Expresia „Kreuger crash” este o referire la sfârșitul imperiului financiar al lui Ivar Kreuger. Gota Bank a fost una dintre băncile naționalizate de guvernul suedez în timpul salvarii sistemului bancar suedez . „Afacerea Lundahl” raportată în Expressen a avut loc în 1965: Björn Lundahl era liderul unui grup neo-nazist suedez la acea vreme. „Afacerea Trustor” este o fraudă de șase sute de milioane de coroane care a avut loc în Suedia și a fost descoperită în 1997: principalul ei autor, Thomas Jisander, fugit după descoperirea fraudei, a fost condamnat la închisoare în 2008.

## Personaje principale
- Mikael Blomkvist – jurnalist, editor și coproprietar al revistei lunare politice, Millennium
- Lisbeth Salander – agent de supraveghere independent și cercetător specializat în investigarea persoanelor în numele Milton Security
- Erika Berger – redactor-șef/proprietar majoritar al Millennium și iubita de lungă durată a lui Blomkvist
- Henrik Vanger – industriaș pensionar și fost CEO al Vanger Corporation
- Harriet Vanger – nepoata lui Henrik care a dispărut fără urmă în 1966
- Martin Vanger – fratele lui Harriet și CEO al Vanger Corporation
- Gottfried Vanger – nepotul lui Henrik și tatăl decedat al lui Martin și Harriet
- Isabella Vanger – văduva lui Gottfried Vanger și mama lui Martin și Harriet
- Cecilia Vanger – fiica lui Harald Vanger și una dintre nepoatele lui Henrik
- Anita Vanger – fiica lui Harald Vanger și una dintre nepoatele lui Henrik, care locuiește în prezent la Londra
- Birger Vanger – fiul lui Harald Vanger; unul dintre nepoții lui Henrik
- Harald Vanger – fratele mai mare al lui Henrik, membru al Partidului Nazist Suedez
- Hans-Erik Wennerström – finanțator miliardar corupt
- Robert Lindberg – un bancher, sursa lui Blomkvist pentru povestea calomnioasă despre Wennerström
- William Borg – un fost jurnalist și dușmanul lui Blomkvist
- Monica Abrahamsson - fosta soție a lui Blomkvist cu care s-a căsătorit în 1986 și a divorțat în 1991
- Pernilla Abrahamsson - fiica lor care s-a născut în 1986
- Greger Beckman – soțul Erikăi Berger
- Holger Palmgren - tutorele legal și avocatul lui Salander care devine invalid în urma unui accident vascular cerebral
- Nils Bjurman – tutorele legal și avocatul lui Salander după Palmgren
- Dirch Frode – fost avocat pentru Vanger Corporation, acum avocat cu un singur client: Henrik Vanger
- Dragan Armanskij – CEO și COO al Milton Security, angajatorul lui Lisbeth
- Plague – hacker/geniu de computer
- Eva – iubita lui Martin Vanger
- Christer Malm – director, designer de artă și coproprietar al Millennium
- Janne Dahlman – redactor director al Millennium
- Gustaf Morell – detectiv superior pensionar care a investigat dispariția lui Harriet
- Anna Nygren – menajera lui Henrik Vanger
- Gunnar Nilsson – îngrijitor al domeniului lui Henrik Vanger din Hedeby

## Adaptări
Romanul a fost adaptat pentru cinema într-o producție suedezo-daneză sub titlul Millennium (Män som hatar kvinnor), regizat de Niels Arden Oplev și cu actorii Michael Nyqvist și Noomi Rapace în cele două roluri principale.
O altă adaptare suedezo-americană , Millennium: The Girl with the Dragon Tattoo, în regia lui David Fincher și cu Daniel Craig și Rooney Mara în cele două roluri principale, a fost lansată în ianuarie 2011

## Traduceri în limba română
- Bărbați care urăsc femeile. Millennium 1, Editura Trei, 2008[2]